# Stenospermation ammiticum
Stenospermation ammiticum är en kallaväxtart som beskrevs av George Sydney Bunting. Stenospermation ammiticum ingår i släktet Stenospermation och familjen kallaväxter. Inga underarter finns listade.